# Austrolebias paucisquama
Austrolebias paucisquama är en fiskart som beskrevs av Ferrer dos Santos, Malabarba och Costa 2008. Austrolebias paucisquama ingår i släktet Austrolebias och familjen Rivulidae. Inga underarter finns listade.